# Die Jungfrau auf dem gläsernen Berg
Die Jungfrau auf dem gläsernen Berg ist ein Zaubermärchen (AaTh 400), das in Österreich und Deutschland und im rätoromanischen Sprachraum bekannt ist.

## Handlung
Hans ging einst in den Wald, wo er einen Teich entdeckte, in dem drei Mädchen badeten, die bei seiner Ankunft aus dem Wasser sprangen, sich ihre Hemden überwarfen und in Enten verwandelt davonflogen. Daraufhin baute er sich in der Nähe eine Hütte, wo er wartete, bis die drei Mädchen wiederkamen. Dann nahm er das Hemd des mittleren mit sich, da ihm dieses sehr gefallen hatte, woraufhin es sogleich zu ihm in die Hütte kam und sein Hemd zurückforderte, was Hans ihm aber nicht aushändigen wollte. Als er dann kurz darauf unterwegs war und wieder zur Hütte zurückkam, waren Hemd sowie Mädchen verschwunden und er fand nur eine Nachricht vor, in der geschrieben stand, dass die Heimat des Mädchens auf dem gläsernen Berg liegt.
Auf dem Weg zum gläsernen Berg begegnete Hans einem Bär, einem Wolf, einem Raben und einer Ameise, die sich um ein totes Pferd stritten. Er teilte den Leichnam gerecht unter ihnen auf, wofür er von dem Bären sowie dem Wolf je ein Haar, von dem Raben eine Feder und von der Ameise einen Fuß geschenkt bekam, die, sollte er einmal in Not geraten, er sich unter die Zunge legen solle, um sich in das entsprechende Tier verwandeln zu können. Am gläsernen Berg angelangt, versuchte er diesen dann zu ersteigen, doch er kam den spiegelglatten Hang nicht hinauf. Da verwandelte er sich in einen Bären, um Stufen in den Berg zu graben, wodurch er sich aber die Pfoten verletzte. Also nahm er die Gestalt des Wolfes an, um sich mit den Zähnen festzuhalten, was jedoch ebenso scheiterte. Ins Gefieder des Raben geschlüpft, flog er den Berg dann einfach hinauf und kam zu dem darauf gelegenen Schloss, in dem er sein Mädchen fand.
Dieses erzählte Hans, dass seine Mutter eine Hexe ist und er sie solange peinigen solle, bis sie einer Heirat zustimmt. Also begab er sich, in eine Ameise verwandelt, ins Bett der Hexe, wo er sie am ganzen Körper kniff. Die Alte erwischte ihn jedoch, woraufhin er ihr offenbarte ihre mittlere Tochter heiraten zu wollen, was dieser recht war, wenn er ihr denn drei Aufgaben erfüllen könne. Zuerst biss er, in der Gestalt der Ameise, ein winzig kleines Loch in ein Ei, trank es aus, stopfte das Loch mit Kalk und zeigte somit ein scheinbar unbeschädigtes, ausgetrunkenes Ei bei der Hexe vor. Danach sollte er einen Wald roden, das geschlagene Holz zerhauen und aufschichten, was für ihn das Mädchen erledigte. Als dritte Aufgabe wurde ihm aufgetragen in das zusammengetragene sowie angezündete Holz hineinzuspringen und als er sich endlich traute, verwandelten sich die herumfliegenden Kohlen in Häuser, sodass eine ganze Stadt entstand, der Scheiterhaufen selbst aber in ein großes, schönes Schloss aus Karfunkel, in dem nun die Hochzeit gehalten wurde.

## Hintergrund
Diese Version, die den Titel Die Jungfrau auf dem gläsernen Berg bzw. Die Jungfrau auf dem gläsernen Berge erhielt, stammt aus Theodor Vernalekens Werk Kinder- und Hausmärchen in den Alpenländern (Wien 1863, Nr. 48) und wurde in Göpfritz an der Wild erzählt. In einer Version aus dem Werk Kinder- und Hausmärchen aus Tirol (Innsbruck 1852) von Ignaz Vinzenz Zingerle und Josef Zingerle, die den Titel Der gläserne Berg trägt, wird ein junger Förstersohn durch einen magischen Sattel den Glasberg hinaufbefördert, wo er ebenfalls drei Aufgaben meistern muss, um seine Braut heimführen zu dürfen. In Gottfried Henßens Die sieben Tauben aus seinem Werk Volk erzählt – Münsterländische Sagen, Märchen und Schwänke – Gesammelt und herausgegeben (Münster i. W. 1935, Nr. 143) wird der Blocksberg erritten. Die Version wurde von einem Krefelder erzählt und ist unter AaTh 400 + 313 einzuordnen.
In einer rätoromanischen Version aus dem Engadin werden dem jüngsten Mädchen die Flügel entwendet und wird dessen Bräutigam durch einen Stoß des Herrn Wind auf den Glasberg geblasen von wo er, nach der Erfüllung dreier Aufgaben, mitsamt seiner Braut, vor der es sich anders überlegt habenden Mutter des Mädchens erfolgreich fliehen kann. Diese Version wurde im Auftrag von Caspar Decurtins von Chr. Bardola gesammelt. Abgedruckt ist sie unter dem Titel Il cuolmen vaider o sia il chastè da vaider in dem Werk Rätoromanische Chrestomathie (XI. Bd., Nr. 2, S. 221, 1917). In Leza Uffers Die Märchen der Weltliteratur – Rätoromanische Märchen (Düsseldorf / Köln 1973) wurde sie unter dem Titel Der Glasberg oder das gläserne Schloß erstmals ins Deutsche übersetzt.
Eine lothringische Version berichtet von einem Grafen, der dem jüngsten Mädchen den Schwanenpelz stiehlt und dann dank der Kräfte von Adler, Ameise, Windhund und Löwe einen siebenköpfigen Drachen besiegt, wodurch ein verwunschener König sowie dessen drei Töchter, deren jüngste seine Braut ist, erlöst werden. Erzählt wurde sie 1939 in Finstingen von der Pfarrerswitwe Emilie Burger. Der deutsche Titel lautet Der gläserne Berg.
Ähnliche Märchen der Brüder Grimm sind Die Rabe und Der Trommler.